# ʻAnaseini Takipō
ʻAnaseini Takipō, född 1893, död 1918, var drottning av Tonga 1909–1918. Hon var gift med kung George Tupou II av Tonga. 
Kungen hade ursprungligen varit trolovad med hennes äldre syster, prinsessan ʻOfakivavaʻu, men blev förälskad i Lavinia Veiongo och gifte sig med henne istället, vilket skadade kungens popularitet på Tonga. ʻOfakivavaʻu avled 1901, och när Lavinia avled 1902, blev det bestämt att kungen skulle gifta om sig med sin första fästmös yngre syster, för att bättra sitt rykte efter sin första brutna trolovning. Vigseln ägde rum när bruden hade fyllt sexton, och kungens dotter i första äktenskapet sändes bort för att ersättes som tronarvinge av en eventuell son som skulle födas av ʻAnaseini Takipō. Hon födde dock ingen son, endast en dotter. Hennes make avled 1918, och hennes styvdotter tillträdde då tronen. Hon avled i influensa strax därefter.